# الصنداي تايمز
الصنداي تايمز هي أكثر جريدة وطنية بريطانية مبيعاً في سوق الصحافة. تنشرها شركة صحافة التايمز المحدودة، إحدى الشركات التابعة لنيوز يو كيه، والتي تملكها شركة نيوز كورب. تنشر الشركة أيضاً صحيفة ذي تايمز، وقد أنشئت الصحيفتان بصورة مستقلة عن بعضهما لكنهما كانتا تحت ملكية مشتركة منذ عام 1966، ولقد بيعت الصحيفتان لشركة نيوز إنترناشيونال عام 1981.
تحتل الصنداي تايمز مكانةً مهيمنة في سوق صحافة الأحد ذات الجودة؛ إذ يصل حجم تداولها الذي يقارب المليون نسخة مجموع نسخ منافساتها الرئيسيتان الصنداي تيليغراف وذا أوبزرفر معاً. في حين أن بعض الصحف الوطنية الأخرى أصبحت صحف تابلويد (صغيرة الحجم) في أوائل عقد 2000، حافظت الصنداي تايمز على حجمها بالقطع الكبير ويقال أنها ستستمر بهذا الشكل. تبيع الصنداي تايمز أكثر من ضعف عدد نسخ مثيلاتها من الصحف الورقية مثل ذي تايمز التي تنشر من الاثنين حتى السبت. [بحاجة لمصدر]